# Широка Криниця (пам'ятка природи)
Широ́ка Крини́ця — гідрологічна пам'ятка природи місцевого значення в Україні. Розташована в межах Рукшинської сільської громади Дністровського району Чернівецької області, при північно-західній околиці села Рукшин (урочище «Студена»).
Площа 0,6 га. Статус надано згідно з рішенням облвиконкому від 10.06.2004 року № 65-14/04. Перебуває у віданні Рукшинської сільської ради.
Статус надано з метою збереження джерела мінеральної води (гідрокарбонатно-сульфатно-натрієва). Мінералізація 0,75 г/л. Дебіт 3 м³/год. Джерело каптажоване. Виникло на поч. XIX ст. внаслідок утворення карстового провалу.